# Kornaka
Kornaka (auch: Kournaka) ist eine Landgemeinde im Departement Dakoro in Niger.

## Geographie

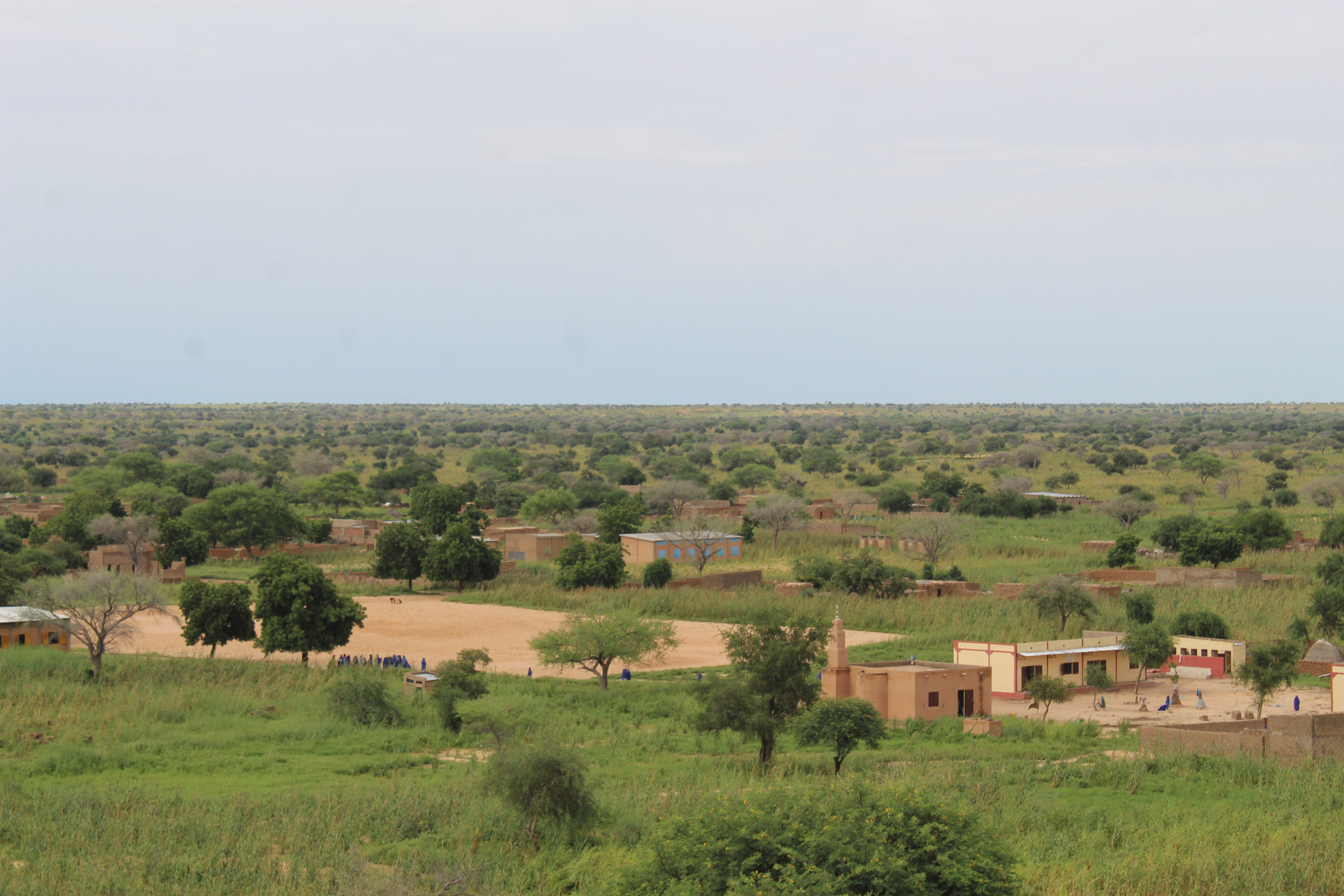
Ansicht von Kornaka (2023)

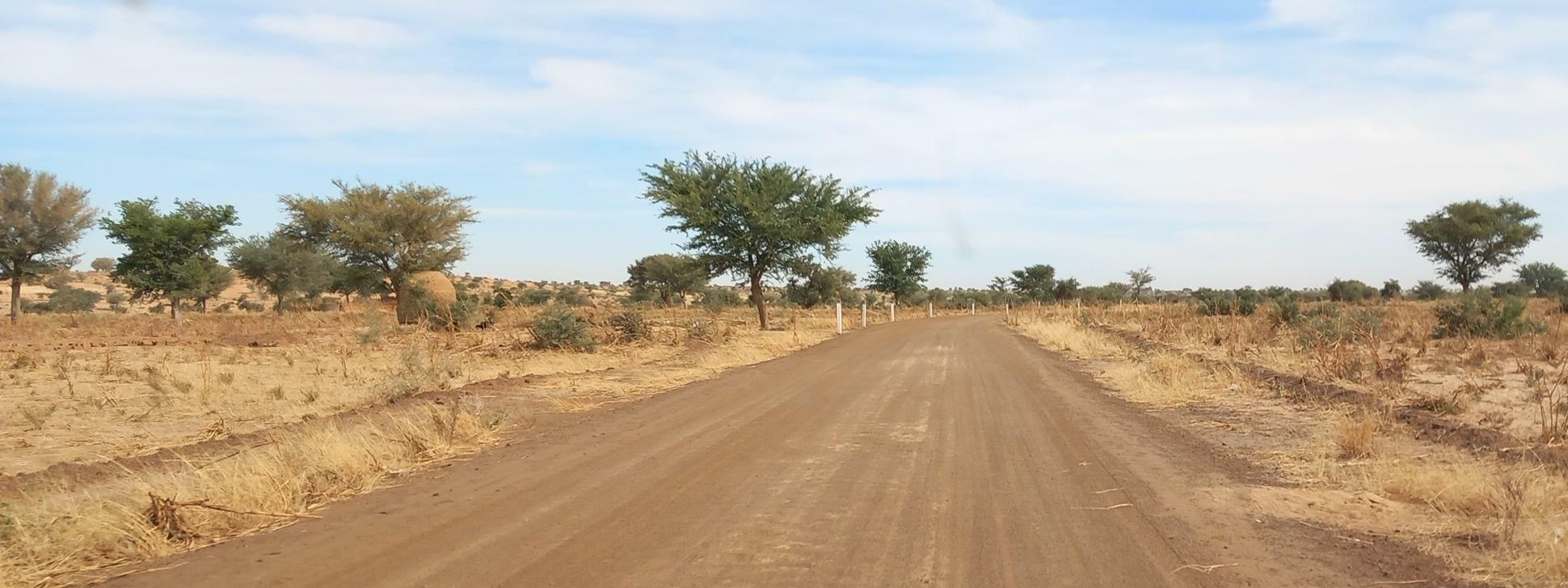
Landschaft in Kornaka (2023)

Kornaka liegt am Übergang der Sahelzone zur Großlandschaft Sudan. Die Nachbargemeinden sind Birni Lallé im Norden, Guidan Amoumoune im Osten, Maïyara im Süden, Sabon-Machi im Südwesten und Adjékoria im Nordwesten. Bei den Siedlungen im Gemeindegebiet handelt es sich um 164 Dörfer, 149 Weiler und zwei Lager. Der Hauptort der Landgemeinde ist das Dorf Kornaka. Es liegt auf einer Höhe von 352 m. Im Süden von Kornaka verläuft ein großes Tal, der Goulbi n’Kaba.

## Geschichte
Der britische Reiseschriftsteller A. Henry Savage Landor besuchte die Dörfer Kornaka und Guidan Salifou 1906 im Rahmen seiner zwölfmonatigen Afrika-Durchquerung. Die französische Kolonialverwaltung richtete im Jahr 1907 einen Kanton in Kornaka ein. In den 1920er Jahren galten die 227 Kilometer lange Piste für Reiter von Kornaka nach Tahoua und die durch Kornaka führende 236 Kilometer lange Piste für Reiter von Madaoua nach Tessaoua als Hauptverkehrswege in der damaligen Kolonie Niger.
Die Landgemeinde Kornaka ging als Verwaltungseinheit 2002 im Zuge einer landesweiten Verwaltungsreform aus dem Kanton Kornaka hervor, aus dem außerdem Adjékoria, Dan-Goulbi, Maïyara und Sabon-Machi als eigenständige Landgemeinden herausgelöst wurden. Kornaka ging 2003 eine mehrjährige Partnerschaft mit dem Regionalrat der Basse-Normandie in Frankreich ein. Der Schwerpunkt der Partnerschaft lag in der Verbesserung der wasserwirtschaftlichen Infrastruktur der Gemeinde.

## Bevölkerung
Bei der Volkszählung 2012 hatte die Landgemeinde 140.009 Einwohner, die in 17.574 Haushalten lebten. Bei der Volkszählung 2001 betrug die Einwohnerzahl 105.097 in 14.019 Haushalten.
Im Hauptort lebten bei der Volkszählung 2012 7070 Einwohner in 963 Haushalten, bei der Volkszählung 2001 4817 in 656 Haushalten und bei der Volkszählung 1988 3422 in 544 Haushalten.
In ethnischer Hinsicht ist die Gemeinde ein Siedlungsgebiet von Azna, Fulbe und Gobirawa.

## Politik

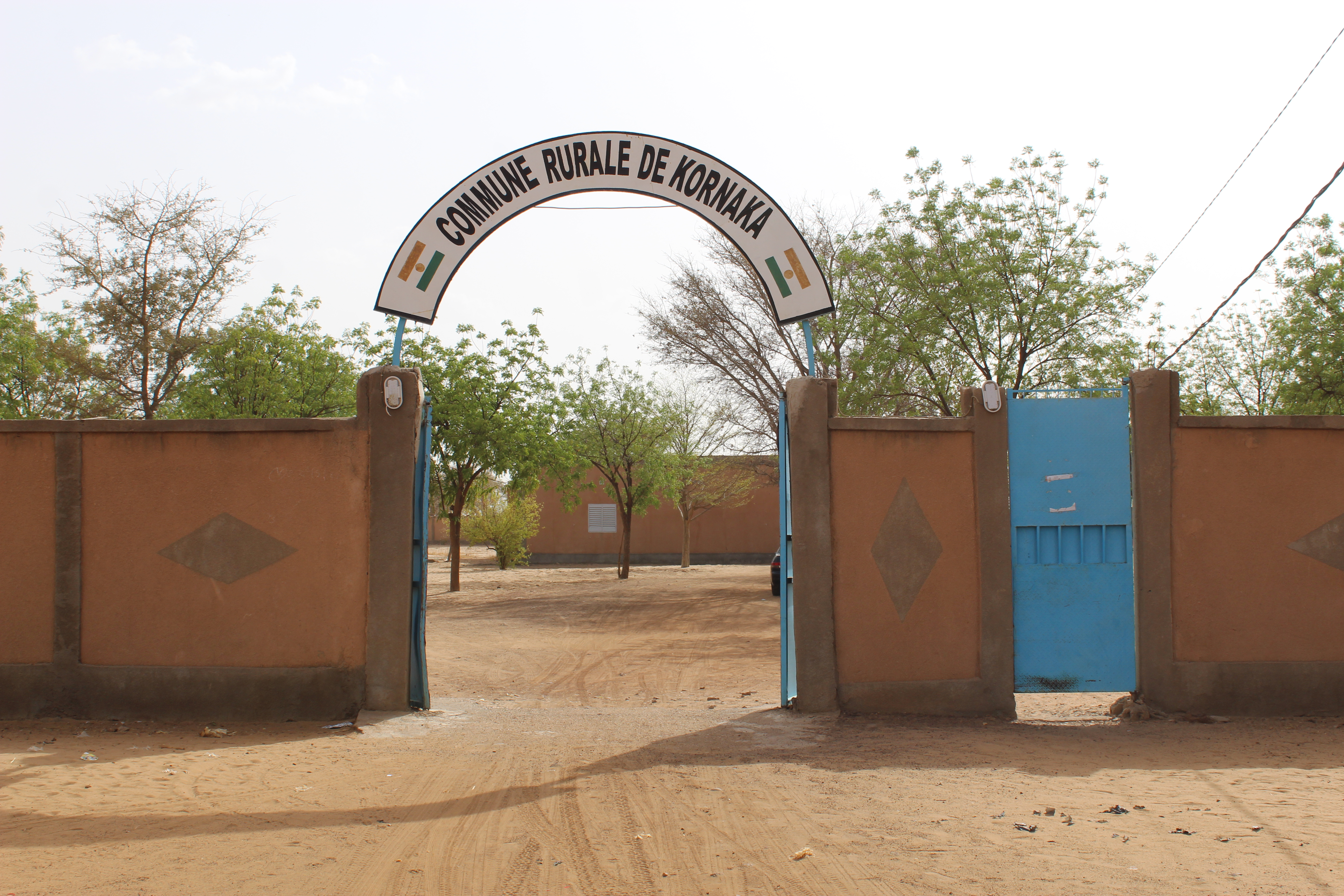
Rathaus von Kornaka (2023)

Der Gemeinderat (conseil municipal) hat 25 gewählte Mitglieder. Mit den Kommunalwahlen 2020 sind die Sitze im Gemeinderat wie folgt verteilt: 15 PNDS-Tarayya, 3 CPR-Inganci, 2 PNA-Al’ouma, 1 ADEN-Karkara, 1 ARD-Adaltchi Mutunchi, 1 MNSD-Nassara, 1 MODEN-FA Lumana Africa und 1 MPR-Jamhuriya.
Jeweils ein traditioneller Ortsvorsteher (chef traditionnel) steht an der Spitze von 151 Dörfern in der Gemeinde.

## Wirtschaft und Infrastruktur
Im Nordosten der Gemeinde wird Agropastoralismus betrieben, im Südwesten ist der Regenfeldbau die vorherrschende Erwerbsform. Die Niederschlagsmessstation im Hauptort liegt auf 420 m Höhe und wurde 1959 in Betrieb genommen. Das staatliche Versorgungszentrum für landwirtschaftliche Betriebsmittel und Materialien (CAIMA) unterhält eine Verkaufsstelle im Hauptort.
Gesundheitszentren des Typs Centre de Santé Intégré (CSI) sind im Hauptort sowie in den Siedlungen Alforma, Amadou Koron Dachi, Laléwa und Sakawa Moussa vorhanden. Der CEG Kornaka ist eine allgemein bildende Schule der Sekundarstufe des Typs Collège d’Enseignement Général (CEG). Beim Centre de Formation aux Métiers de Kornaka (CFM Kornaka) handelt es sich um ein Berufsausbildungszentrum.
Durch die Gemeinde verläuft die Nationalstraße 30 zwischen Kadata und Abalak. Im Hauptort zweigt die Nationalstraße 37 nach Tessaoua ab.

## Persönlichkeiten
- Amadou Cheiffou (* 1942), Politiker, Premierminister Nigers
- Sanoussi Jackou (1940–2022), Politiker
- Kalla Moutari (* 1964), Politiker, geboren im zu Kornaka gehörenden Dorf Ali Kalla